# Nicòdem d'Heraclea
Nicòdem d'Heraclea, en llatí Nicodemus, en grec antic Νικόδημος, fou un poeta grec.
Va escriure almenys set epigrames conservats a l'Antologia grega, que per error foren atribuïts a un Nicomedes, metge d'Esmirna. Són del tipus anomenat ἀντιστρέφοντα o ἀνακυκλίκα, en què el sentit del dístic és el mateix tant si es llegeix començant pel principi com pel final. Cadascun tenia dues línies, de mesura elegíaca, i sembla que estaven dedicats a servir d'inscripcions a estàtues o pintures.